# Giacinto Goldaniga
Giacinto Goldaniga (Castiglione d'Adda, 29 ottobre 1927 – Castiglione d'Adda, 21 luglio 1983) è stato un calciatore italiano.

## Caratteristiche tecniche
Di ruolo ala sinistra, era dotato di grande capacità di corsa e di impegno.

## Carriera
Dopo un'annata nel Codogno, esordisce Serie B con la maglia del Fanfulla dove, nella serie cadetta 1949-1950, vive una grande stagione, segnando 21 reti.
Le ottime prestazioni inducono l'Atalanta ad acquistarlo, girando al club di Lodi, oltre del denaro, Busnelli e Schiavi. Esordì con la Dea, ed in Serie A, il 10 settembre 1950 nella sconfitta esterna per 2-0 contro il Palermo. 
A Bergamo non riesce ad imporsi, giocando in due stagioni solo 22 incontri di campionato: ai margini della rosa, nella stagione 1952-1953 passa ai cadetti del Genoa.
Con il Grifone esordisce il 7 dicembre 1952 nel pareggio casalingo a reti bianche contro il Brescia. Con il club genoano pur collezionando solo 3 presenze senza reti, si poté fregiare della vittoria del torneo cadetto e della conseguente promozione in massima serie.
Dopo un solo campionato torna al Fanfulla, dove chiude la carriera, nel 1954.

### Vita privata
Il nipote Edoardo ne ha seguito le orme, divenendo anch'egli calciatore professionista.

## Palmarès

### Club

#### Competizioni nazionali
- Serie B: 1

Genoa: 1952-1953
- Serie C: 1

Fanfulla: 1948-1949